# Sheffield Hallam University
La Sheffield Hallam University (SHU) è una public university sita a Sheffield, Inghilterra, Regno Unito.
L'istituto è dislocato in due siti: il City Campus, situato nel centro cittadino e nei pressi della stazione di Sheffield, e il Collegiate Crescent Campus, circa tre kilometri più lontano, adiacente a Ecclesall Road.

## Struttura
L'ateneo è organizzato in quattro facoltà:
- Arts, computing, engineering and sciences
- Business school
- Development and society
- Health and wellbeing

## Ricerca
- Art & Design Research Centre;
- Biomedical Research Centre;
- Centre for Education and Inclusion Research;
- Centre for Health and Social Care Research;
- Centre for Professional and Organisational Development;
- Centre for Regional Economic & Social Research;
- Centre for Science Education;
- Centre for Sport and Exercise Science;
- Centre for Sports Engineering Research;
- Centre for Sustainable Consumption;
- Centre for Tourism, Leisure and Environmental Change;
- Culture, Communication and Computing Research Institute;
- Facilities Management Graduate Centre;
- Materials and Engineering Research Institute;
- Sport Industry Research Centre.